# Freeform
Freeform er en amerikansk kabel-tv-kanal ejet af ABC Family Worldwide datterselskab af Walt Disney Television, et datterselskab af The Walt Disney Company. Det blev lanceret den 29. april 1977.